# Ferry Porsche

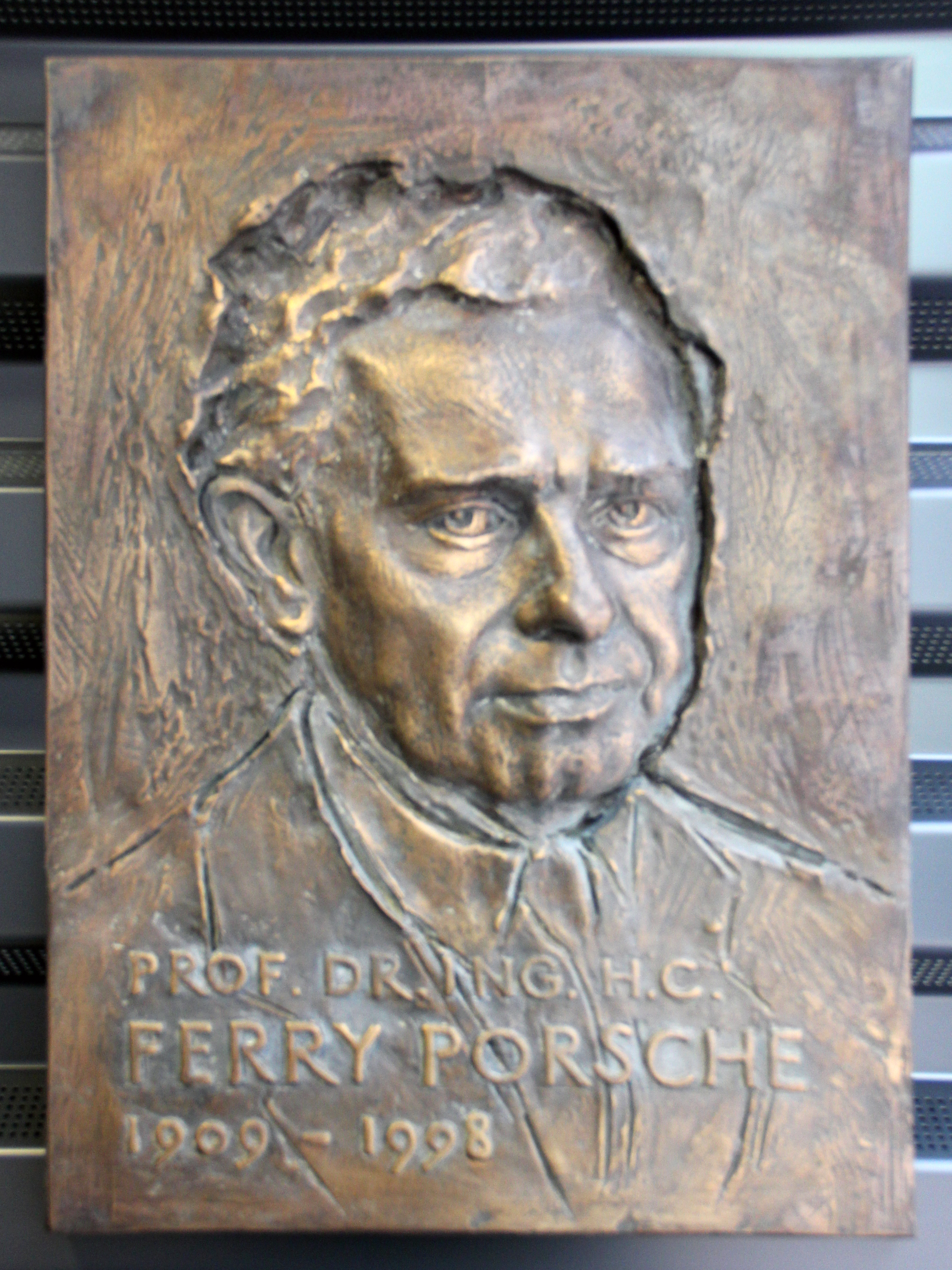
Gedenktafel, Albert-Einstein-Ring 49, in Kleinmachnow

Ferdinand „Ferry“ Anton Ernst Porsche (* 19. September 1909 in Wiener Neustadt; † 27. März 1998 in Zell am See) war ein deutsch-österreichischer Unternehmer (Automobilbau) und Ingenieur. Er war der Sohn und Nachfolger von Ferdinand Porsche, dem Gründer der Porsche KG.

## Leben und Leistungen
Ferdinand „Ferry“ Porsche kam als einziger Sohn des Automobilkonstrukteurs Ferdinand Porsche zur Welt. Während seine Schwester Louise (1904–1999) den Wiener Anwalt Anton Piëch heiratete und in Österreich blieb, lebte Ferry Porsche überwiegend in Stuttgart. Er machte nach der Mittleren Reife 1928 ein einjähriges Praktikum bei dem Unternehmen Bosch und erhielt anschließend für ein Jahr privaten Unterricht über die Automobiltechnik.
Im Jahr 1931 trat Ferry als Mitarbeiter seines Vaters in das von diesem neu gegründete Konstruktionsbüro ein. 1932 wurde er zuständig für die Versuchsüberwachung und 1934 für die Versuchsfahrten des KdF-Wagens. Dessen Entwicklung hatte der Reichsverband der Automobilindustrie (RDA) am 22. Juni 1934 beauftragt, Ferry Porsche war daran maßgebend beteiligt. Am 30. Juli 1935 übernahm er von Adolf Rosenberger einen zehnprozentigen Gesellschafteranteil an der Porsche GmbH zum Nominalwert. Ab dem 14. Dezember 1937 war er mit 15 Prozent an der Porsche KG beteiligt.
Im Dezember 1938 bewarb sich Porsche um eine Mitgliedschaft in der SS. Zum 1. August 1941 wurde er im Range eines Untersturmführers in die SS aufgenommen (SS-Nummer 346.167).
1940 wurde er stellvertretender Leiter des Unternehmens und 1944 Geschäftsführer. Aufgrund zunehmender Luftangriffe veranlasste Ferry Porsche 1944 die Verlagerung großer Teile des Konstruktionsbüros nach Gmünd in Kärnten, wo er nach kurzer Inhaftierung im Juli 1946 mit der Entwicklung des 356 Nr. 1 Roadster begann. Die Anregung dazu kam durch das Turiner Unternehmen Cisitalia, das die Porsche KG mit Entwicklungsaufträgen für einen kleinen Traktor, eine Wasserturbine und einen Grand-Prix-Rennwagen beauftragt hatte. Cisitalia stellte auch einen kleinen Sportwagen mit Fiat-Motor her.
Der Wagen wurde im Porsche-Werk Gmünd mit einfachen Mitteln unter Verwendung von Volkswagen-Teilen hergestellt. Die Form aller wichtigen Porsche-Fahrzeuge (runde Frontscheinwerfer auf konvex gewölbten Kotflügeln, abfallendes Heck, abgerundetes Heckfenster) – einschließlich der Formensprache des 911 – geht noch heute auf das Design des von Ferry persönlich entworfenen 356 Nr. 1 Roadster zurück. 1949 ging Ferry Porsche zurück nach Stuttgart und startete dort den Serienbau des Typ 356.
Ferry Porsches bedeutende Leistung besteht in der Weiterentwicklung des Porschewerkes seines Vaters zu einem Automobilproduktionsunternehmen. Die Firma Porsche baut bis heute Sportwagen von Weltruf, unter anderem seit 1963 die Modelle des Typs 911, deren Linien Ferrys Sohn Ferdinand Alexander zeichnete.
Unter Ferry Porsche wurde auch das Markenzeichen von Porsche entworfen. Die Mischung aus den Wappen von Württemberg-Hohenzollern und Stuttgart stellt einen Bezug zum Standort des Werkes her. Ergänzt wird es von einem krönenden Porsche-Schriftzug. Ferry Porsche zeichnete den ersten Entwurf einst bei einem Aufenthalt in New York auf eine Serviette. Heute ist es eines der bekanntesten Markenzeichen der Welt.
Ferry Porsche war bis zum Rückzug der Familie Porsche aus der operativen Unternehmensleitung im Jahr 1972 Geschäftsführer der Dr. Ing. h. c. F. Porsche KG. Anschließend leitete er den Aufsichtsrat und war bis zu seinem Tod am 27. März 1998 Ehrenvorsitzender des Aufsichtsrats. Außerdem war er gemeinsam mit seiner Schwester Louise Eigentümer der Porsche Holding in Salzburg, deren Hauptgeschäft noch heute der Handel mit Fahrzeugen der Marken Volkswagen und Audi, sowie derer Töchter ist.
Ferry Porsche war katholisch und seit 1935 bis zu deren Tod mit der Stuttgarterin Dorothea Porsche, geborene Reitz (* 30. November 1911; † 27. Juli 1985), verheiratet. Ihre vier Söhne heißen Ferdinand Alexander (1935–2012), Gerhard (* 1938), Hans-Peter (* 1940) und Wolfgang (* 1943) und wurden evangelisch getauft, da Dorothea Porsche evangelisch-lutherischer Konfession war.
Die Gräber Ferry Porsches und seiner Frau befinden sich in Zell am See, wo ihre Urnen in der Hauskapelle des Schüttgutes beigesetzt sind.

## Ehrungen
Im Jahr 1959 erhielt Porsche das Große Bundesverdienstkreuz, 1965 verlieh die Technische Hochschule Wien Porsche die Würde eines Ehrendoktors (Dr. techn. h. c.). 1984 ernannte Baden-Württemberg ihn zum Honorarprofessor und 1985 die Universität Stuttgart zum Ehrensenator. 1975 wurde Porsche mit dem Großen Goldenen Ehrenzeichen der Republik Österreich geehrt und 1979 mit dem Großen Bundesverdienstkreuz mit Stern sowie mit der Wilhelm-Exner-Medaille. Weitere Ehrungen waren 1981 die Goldmedaille der Fédération International de L’automobile und (als erster Ausländer) die Gedenkmedaille der Société des Ingenieurs de L’autombile, 1989 die Bürgermedaille der Stadt Stuttgart, 1990 die Verdienstmedaille des Landes Baden-Württemberg sowie 1994 die Ehrenbürgerschaft Wiener Neustadts.
Seit dem Jahr 2000 wird an erfolgreiche Baden-Württembergische Abiturienten der Fächer Mathematik/Physik bzw. Mathematik/Technik (an Technischen Gymnasien und allgemeinbildenden) der Ferry-Porsche-Preis, der die Attraktivität der MINT-Fächer steigern und angehende Studenten zum Ingenieurstudium motivieren soll, verliehen.
Im Jahr 2007 wurde in Zell am See das Ferry Porsche Congress Center, das nach dem Automobilfabrikanten benannt ist, fertiggestellt.